# Aleksandr Zjirov
Aleksandr Vasiljevitj Zjirov (ryska: Александр Васильевич Жиров), född 1958, död 1983, var en sovjetisk alpin skidåkare. Han vann fyra tävlingar i världscupen under sin karriär. Alla fyra segrarna kom i mars 1981. Zjirov omkom 1983 i en bilolycka.